# Carl Rabl
Carl Rabl (Wels, 2 maggio 1853 – Lipsia, 24 dicembre 1917) è stato un anatomista austriaco.
È ricordato per aver studiato la consistenza strutturale dei cromosomi durante il ciclo cellulare.